# Rosa Dot i Prat
Rosa Dot i Prat   (Manlleu, 11 d'agost de 1769 - Valls, 16 de novembre de 1841) va ser una mestressa de casa i burgesa catalana.

## Biografia
Filla del comerciant Jaume Dot i de Narcisa Prat i Corriol, va aprendre a llegir de petita, com demostren les nombroses cartes que s'han conservat i que constitueixen un document de l'època. Rosa tenia poc domini del traç, que era gran i pesat, però la deficient escriptura no li va impedir mantenir una correspondència fluida, construïda amb frases senzilles però que demostren la seva educació, i que proporcionen una gran quantitat d'informació sobre la seva vida.
L'any 1788, als dinou anys, es casà amb Josep Moragas i Lleonart, que en tenia vint, amb qui va tenir sis fills. El seu marit, un liberal culte, era l'hereu d'una família de propietaris rurals, comerciants i fabricants, enriquida durant el segle xviii. La parella es va instal·lar a Valls, d'on eren els Moragas.
El 1809, a instàncies del marit, Rosa es traslladà amb els seus fills a Maó, fugint de l'avanç dels francesos. Malgrat disposar de mitjans materials abundants i de gaudir d'un gran prestigi social, Dot no se sentia feliç. A través de les seves cartes es percep l'abandó en què vivia per part del marit que ben aviat es va sentir poc vinculat a la seva esposa, a qui tenia en poca consideració, tot i el repetidament confessat amor d'ella. Rosa es queixava de la poca confiança de Moragas en ella i va escriure al seu pare que li feia molta pena que el seu marit comentés als amics que el que més l'avorria en aquest món i el que més mal li feia era veure la seva dona. L'absència del marit li minava la salut. En les cartes dirigides als parents es lamentava de mal de cap, insomni, desgana i deia que se sentia molt cansada. Quan eren a Menorca l'any 1813 Rosa va descobrir que el seu marit tenia un fill fruit d'una relació extramatrimonial. Davant l'escàndol, Josep Moragas va pensar a viatjar al continent americà, però els seus amics li van aconsellar que no prengués una decisió tan radical com aquesta com a resultat de «verse reconvenido injustamente».
Rosa, a més, va viure la mort de tres de les seves filles, dues d'elles durant la seva estada a Maó. Les seves desgràcies no van acabar aquí. El seu fill gran Fidel era epilèptic i la parella va consultar els millors metges de Barcelona, Madrid i Montpeller. La seva confiança en els avenços científics, d'acord amb les noves tendències, la van portar a compartir amb el marit la necessitat de consultar els millors metges per tal de resoldre la malaltia del seu fill Fidel. Aquests fets expliquen que la salut fos un tema recurrent en les seves cartes. La mort del pare de Rosa, amb qui va mantenir una intensa correspondència, va enterbolir les relacions amb Joan Dot, el seu germà i confident, que es va allunyar dels Moragas a causa de desacords en l'herència, distanciament que sumí Rosa en una profunda tristesa. El seu propi destí feia que s'alegrés de tenir solament una filla «pues que las fillas de casa a par son criadas per estima y ser despreciadas, y no entench perque Deu ho vol, faci sia per la nostra salvació». Els Moragas Dot mantenien una activa vida social i els agradaven les lectures i assistir a balls i festes. Rosa Dot visqué l'ennobliment de la família en la figura de l'hereu, qui sol·licità a Ferran VII que els fos concedit l'escut d'armes i el títol de noblesa. Aquest títol simbolitzava el reconeixement del seu nivell de riquesa, acompanyat del refinament cultural de la família.